# Valdealgorfa
Valdealgorfa (aragónul: Val d'Algorfa, katalánul: Vall d'Esgorfa) község Spanyolországban, Teruel tartományban. Valdealgorfa Alcañiz, Mazaleón, Valjunquera és Torrecilla de Alcañiz községekkel határos. Lakosainak száma 580 fő (2024).

## Népesség
A település népessége az utóbbi években az alábbiak szerint változott:
| Lakosok száma | 729  | 728  | 686  | 667  | 651  | 650  | 632  | 612  | 591  | 580  |
|               | 2001 | 2004 | 2007 | 2009 | 2012 | 2014 | 2017 | 2019 | 2022 | 2024 |